# Đukan Đukanović
Đukan Đukanović (in serbo Ђукан Ђукановић?; Valjevo, 31 ottobre 1992) è un cestista serbo.

## Palmarès

### Individuale
- KLS MVP: 2

Metalac Valjevo: 2017-18, 2018-19